# 康生町駅
康生町駅（こうせいちょうえき）は、かつて愛知県岡崎市にあった、名鉄岡崎市内線の駅。
地名は徳川家康が生まれた地に由来する町名で、岡崎市の繁華街であり、利用者も多く、当時「岡崎に行く」と言えば康生地区を指していた。

## 歴史
1923年（大正12年）に岡崎殿橋駅 - 岡崎井田駅間延伸に伴い岡崎市康生町に開業した。1954年（昭和29年）岡崎殿橋駅 - 康生町駅間が複線化された後、1962年（昭和37年）に岡崎市内線及び福岡線大樹寺駅 - 福岡町駅間廃止に伴い廃駅となった。
年表
- 1923年（大正12年）9月8日：岡崎殿橋駅 - 岡崎井田駅間延伸[2][3][4][5][6]に伴い、岡崎市康生町[住所 1]に開業[注釈 1]。
- 1927年（昭和2年）7月19日：岡崎電気軌道が三河鉄道に合併。三河鉄道の駅となる[21][22][23]。
- 1941年（昭和16年）6月1日：三河鉄道が名古屋鉄道に合併。名古屋鉄道の駅となる[21]。
- 1954年（昭和29年）4月17日：岡崎殿橋駅 - 康生町駅間を複線化[20]。
- 1962年（昭和37年）6月17日：岡崎市内線及び福岡線大樹寺駅 - 福岡町駅間廃止により廃駅となる[5][21]。

## 構造
- 駅は、国道1号線との交差点を越えて、緩やかな坂の先[住所 1]に設けられていたが、駅舎やプラットホームはなく、乗客は路上から直接乗降した[24][注釈 2]。
- 岡崎市内線の複線区間は岡崎駅前駅 - 康生町駅間であった[20]。
- 駅舎はなかったが、当駅で定期券が販売されていた[1]

## 隣の駅
名古屋鉄道
岡崎市内線
本町駅 - 康生町駅 - 岡崎殿橋駅

### 住所
1. 1 2 3  現・康生町バス停付近、現所在地同市本町通1丁目[7]
2. ↑  所在地岡崎町大字康生[16][17]、現・殿橋北交差点付近、現所在地岡崎市康生通南2丁目[18][19]